# Feretia
Feretia es un género con tres especies de plantas con flores perteneciente a la familia de las rubiáceas.
Es nativo del sur del África tropical.

## Especies
- Feretia aeruginescens Stapf (1906).
- Feretia apodanthera Delile (1843).
- Feretia virgata K.Schum. (1903).